# Larry O'Brien
Lawrence Francis "Larry" O'Brien, Jr. (Springfield, Massachusetts, 7 de julho de 1917 - Manhattan, Nova Iorque 28 de setembro de 1990) foi um político estadunidense, o qual foi por diversas décadas estrategista do Partido Democrata (Estados Unidos). Exerceu a função de United States Postmaster General entre 1965 no cabinete do presidente Lyndon Johnson.
Também serviu de comissionário da National Basketball Association (NBA) entre 1975 e 1984, tendo em sua homenagem o troféu da NBA ser nomeado para Larry O'Brien Championship Trophy.